# Konstantínos Karakatsánis
Konstantínos Karakatsánis (grec moderne : Κωνσταντίνος Καρακατσάνης, né en 1877, date de décès inconnue) est un athlète grec originaire d'Athènes.
Il a participé aux Jeux olympiques de 1896 à Athènes sur l'épreuve du 1 500 mètres qu'il termine entre la 5e et la 8e place. Il a aussi disputé les Jeux olympiques intercalaires de 1906 en tant que rameur.